# Чураниярви
Чураниярви — озеро на территории Ребольского сельского поселения Муезерского района Республики Карелия.
Площадь озера — 0,7 км². Располагается на высоте 194,3 метров над уровнем моря.
Форма озера лопастная, продолговатая, вытянуто с северо-запада на юго-восток. Берега озера каменисто-песчаные, местами заболоченные.
Из юго-восточной оконечности озера вытекает безымянный ручей, втекающий в озеро Тахкоярви и далее, через озеро Лагно, втекает в реку Лагноярви, которая впадает в озеро Мяндуярви.
Населённые пункты возле озера отсутствуют. Ближайший — деревня Колвасозеро — расположен в 22 км к северо-востоку от озера.
Озеро расположено в пяти километрах от Российско-финляндской границы.
Код водного объекта в государственном водном реестре — 01050000111102000010991.